# Yorga, Tavas
Yorga là một xã thuộc huyện Tavas, tỉnh Denizli, Thổ Nhĩ Kỳ. Dân số thời điểm năm 2010 là 880 người.